# 单叶厚唇兰
单叶厚唇兰（学名：Epigeneium fargesii）为兰科厚唇兰属下的一个种。也称小攀龙、三星石斛。